# Jüdischer Friedhof Stein-Bockenheim

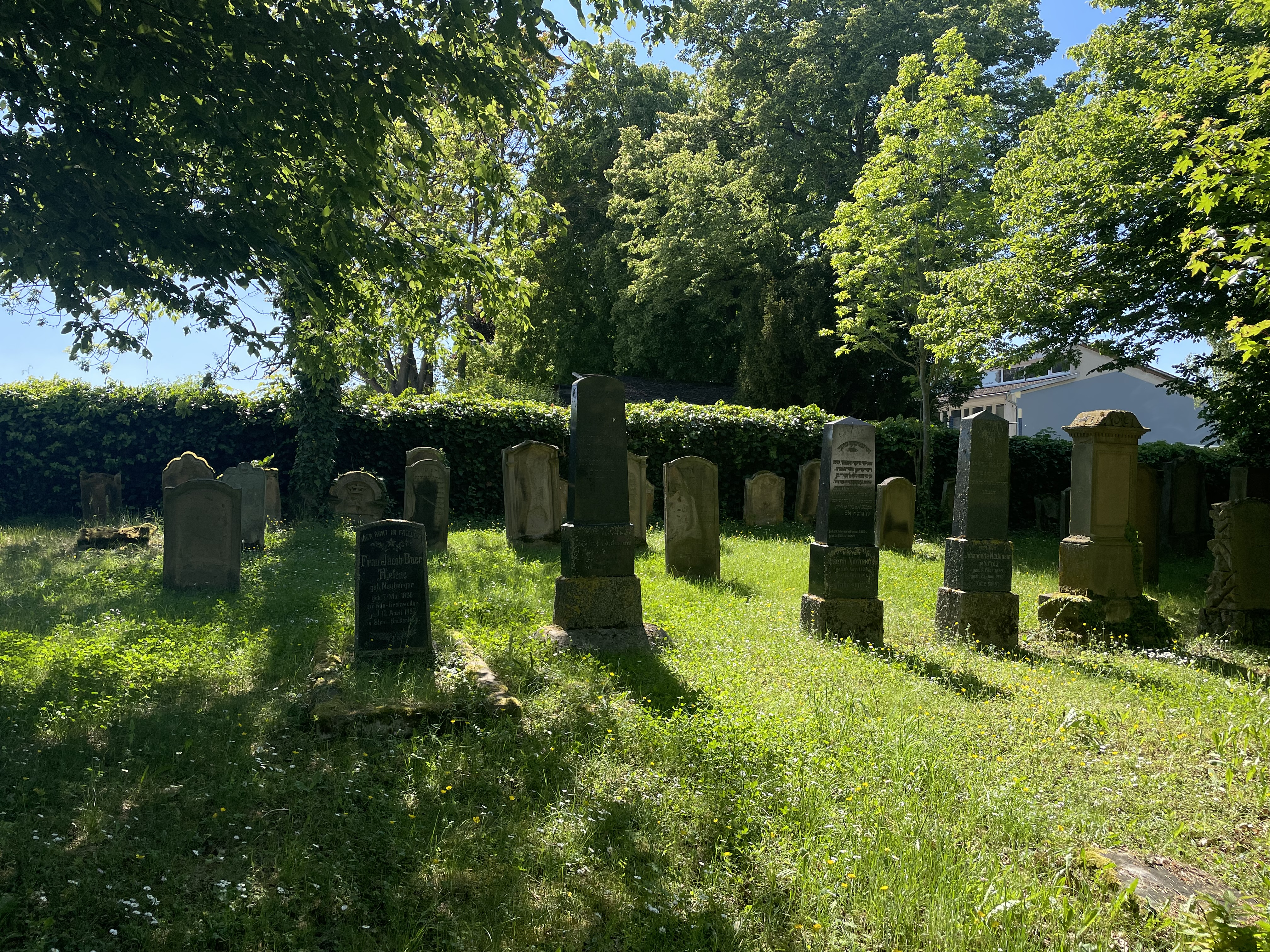
Jüdischer Friedhof in Stein-Bockenheim

Der Jüdische Friedhof Stein-Bockenheim ist ein Friedhof in der Ortsgemeinde Stein-Bockenheim im Landkreis Alzey-Worms in Rheinland-Pfalz. 
Der jüdische Friedhof liegt zwischen Mörsfelder und Kirchstraße (hinter Nr. 16).
Auf dem 999 m² großen umfriedeten Friedhof, der Anfang des 19. Jahrhunderts neben dem christlichen Friedhof angelegt wurde, befinden sich etwa 50 Grabsteine von Anfang des 19. Jahrhunderts bis zum Jahr 1930.